# Seznam monarchií v Evropě

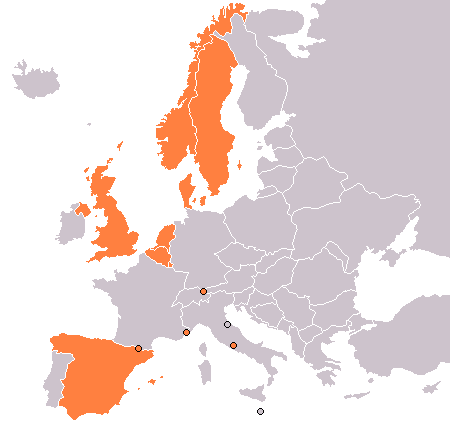
Evropské monarchie

Monarchie byla převládající formou vlády v dějinách Evropy po celý středověk, jen příležitostně konkurovala komunalismu, zejména v případě námořních republik a Švýcarské konfederace.
Republikanismus se v raném novověku čím dál tím více objevoval, ale monarchie v Evropě, i během 19. století, převládala. Od konce první světové války však byla většina evropských monarchií zrušena. V roce 2024 v Evropě zbývá dvanáct svrchovaných monarchií. Sedm je království: Dánsko, Norsko, Švédsko, Spojené království, Španělsko, Nizozemsko a Belgie. Andorra, Lichtenštejnsko a Monako jsou knížectví a Lucembursko je velkovévodství. Vatikán je teokratická volená monarchie ovládaná papežem.
Monarchie lze rozdělit do dvou širokých tříd: předmoderní státy a státy, které získaly svou nezávislost během napoleonských válek nebo bezprostředně po nich. Dánsko, Norsko, Švédsko, Spojené království, Španělsko a Andorra jsou zástupci předmoderních monarchií. Lichtenštejnsko, Nizozemsko, Belgie a Lucembursko byly během napoleonských válek založeny nebo si různými metodami získaly nezávislost. Vatikán byl uznán jako svrchovaný stát spravovaný Svatým stolcem v roce 1929.
Deset z těchto monarchií je dědičných a dvě jsou volené: Vatikán (papež zvolený na konkláve), a Andorra (technicky polovolená diarchie, přičemž hlavami státu jsou zvolený prezident Francie a biskup z Urgellu jmenovaný papežem).
Většina monarchií v Evropě jsou konstituční monarchie, což znamená, že monarcha neovlivňuje politiku státu: buď je to monarchovi ze zákona zakázáno, nebo monarcha nevyužívá svěřené politické pravomoci úřadu. Výjimkou jsou Lichtenštejnsko a Monako, které jsou obvykle považovány za polokonstituční monarchie kvůli velkému vlivu, který knížata stále mají na politiku, a Vatikán, který je absolutní monarchií. V současné době neexistuje žádná velká kampaň za zrušení monarchie (viz monarchismus a republikanismus) v kterémkoli z těchto dvanácti států, ačkoli v mnoha z nich je malá menšina republikánů (např. politická organizace Republika ve Velké Británii). V současné době je šest z dvanácti monarchií členy Evropské unie: Belgie, Dánsko, Lucembursko, Nizozemsko, Španělsko a Švédsko.
Na začátku 20. století byly Francie, Švýcarsko a San Marino jedinými evropskými státy, které měly republiku, jako formu vlády. Vzestup republikanismu k politickému mainstreamu začal až na počátku 20. století, což usnadnilo svržení různých evropských monarchií válkou nebo státním převratem. Na počátku 21. století je většina evropských států republikami s přímo nebo nepřímo volenou hlavou státu.

## Historie

### Vývoj území
|                            |                            |                            |                            |
| Evropské státy v roce 1714 | Evropské státy v roce 1789 | Evropské státy v roce 1799 | Evropské státy v roce 1815 |
|                            |                            |                            |                            |
| Evropské státy v roce 1914 | Evropské státy v roce 1930 | Evropské státy v roce 1950 | Evropské státy v roce 2015 |

## Seznam současných evropských monarchií

### Tabulka monarchií v Evropě
| Stát                                                | Typ         | Následnictví                                      | Dynastie                       | Titul           | Portrét | Držitel úřadu            | Narození          | Věk | Vládne od          | Následník                                                                       |
| --------------------------------------------------- | ----------- | ------------------------------------------------- | ------------------------------ | --------------- | ------- | ------------------------ | ----------------- | --- | ------------------ | ------------------------------------------------------------------------------- |
| Andorrské knížectví                                 | Konstituční | Ex offo: biskup v Urgellu a francouzský prezident | —                              | Spolukníže      |         | Joan Enric Vives Sicília | 24. července 1949 | 75  | 12. května 2003    | Nikdo; funkcionář je jmenován papežem                                           |
| Andorrské knížectví                                 | Konstituční | Ex offo: biskup v Urgellu a francouzský prezident | —                              | Spolukníže      |         | Emmanuel Macron          | 21. prosince 1977 | 47  | 14. května 2017    | Nikdo; nástupce je volen v francouzských prezidentských volbách                 |
| Belgické království                                 | Konstituční | Dědičné                                           | Sasko-Kobursko-Gothajští       | Král            |         | Filip                    | 15. dubna 1960    | 65  | 21. července 2013  | Zjevná dědička: princezna Elisabeth, vévodkyně z Brabantu (nejstarší dítě)      |
| Dánské království                                   | Konstituční | Dědičné                                           | Glücksburkové                  | Král            |         | Frederik X.              | 26. května 1968   | 56  | 14. ledna 2024     | Zjevný dědic: Christian Dánský (nejstarší dítě)                                 |
| Lichtenštejnské knížectví                           | Konstituční | Dědičné                                           | Lichtenštejnové                | Suverénní kníže |         | Hans Adam II.            | 14. února 1945    | 80  | 13. listopadu 1989 | Zjevný dědic: Dědičný princ Alois (nejstarší syn)                               |
| Lucemburské velkovévodství                          | Konstituční | Dědičné                                           | Nasavsko-Weilburští            | Velkovévoda     |         | Jindřich                 | 16. dubna 1955    | 70  | 7. října 2000      | Zjevný dědic: Dědičný velkovévoda Guillaume (nejstarší dítě)                    |
| Monacké knížectví                                   | Konstituční | Dědičné                                           | Grimaldiové                    | Suverénní kníže |         | Albert II.               | 14. března 1958   | 67  | 6. dubna 2005      | Zjevný dědic: Dědičný princ Jacques (jediný legitimní syn)                      |
| Nizozemské království                               | Konstituční | Dědičné                                           | Oranžsko-Nasavští (Amsbergové) | Král            |         | Vilém-Alexandr           | 27. dubna 1967    | 58  | 30. dubna 2013     | Zjevná dědička: Princezna Catharina-Amalia, princezna Oranžská (nejstarší dítě) |
| Norské království                                   | Konstituční | Dědičné                                           | Glücksburkové                  | Král            |         | Harald V.                | 21. února 1937    | 88  | 17. ledna 1991     | Zjevný dědic: Korunní princ Haakon (jediný syn)                                 |
| Španělské království                                | Konstituční | Dědičné                                           | Bourboni                       | Král            |         | Filip VI.                | 30. ledna 1968    | 57  | 19. června 2014    | Domnělá dědička: Leonor, kněžna asturská (starší dcera)                         |
| Švédské království                                  | Konstituční | Dědičné                                           | Bernadotte                     | Král            |         | Karel XVI. Gustav        | 30. dubna 1946    | 79  | 15. září 1973      | Zjevná dědička: Korunní princezna Viktorie (nejstarší dítě)                     |
| Spojené království Velké Británie a Severního Irska | Konstituční | Dědičné                                           | Windsorové                     | Král            |         | Karel III.               | 15. prosince 1948 | 76  | 8. září 2022       | Zjevný dědic: William, princ z Walesu (nejstarší dítě)                          |
| Městský stát Vatikán                                | Absolutní   | Volená                                            | –                              | Papež           |         | Lev XIV.                 |                   |     |                    | Volen sborem kardinálů                                                          |